# Torneo Esperanzas de Toulon de 2010
El XXXVIII Torneo Esperanzas de Toulon de 2010 se realizó entre el 18 de mayo y el 27 de mayo. En el certamen jugaron selecciones Sub-23.

## Sedes
Los partidos se disputarán en 6 localidades:
- Aubagne
- Hyères
- La Seyne
- Le Lavandou
- Niza
- Toulon

## Equipos participantes
- Chile
- Colombia
- Costa de Marfil
- Dinamarca
- Francia
- Japón
- Catar
- Rusia

## Resultados

### Primera fase

#### Grupo A
| Equipo          | Pts | PJ | PG | PE | PP | GF | GC | Dif |
| --------------- | --- | -- | -- | -- | -- | -- | -- | --- |
| Francia         | 9   | 3  | 3  | 0  | 0  | 8  | 2  | 6   |
| Costa de Marfil | 6   | 3  | 2  | 0  | 1  | 6  | 2  | 4   |
| Colombia        | 3   | 3  | 1  | 0  | 2  | 3  | 4  | -1  |
| Japón           | 0   | 3  | 0  | 0  | 3  | 1  | 10 | -9  |

| 18 de mayo de 2010 | Costa de Marfil                        | 3:0 (2:0) | Japón | Estadio du Ray, Niza                     |                                          |
|                    | Boli 3' · Deble 26' (pen.) · Sagbo 66' | Reporte   |       | Árbitro(s): Thomas Vejlgaard (Dinamarca) | Árbitro(s): Thomas Vejlgaard (Dinamarca) |

| 18 de mayo de 2010 | Francia                          | 2:0 (2:0) | Colombia | Estadio du Ray, Niza                |                                     |
|                    | Schneiderlin 33' · Kitambala 44' | Reporte   |          | Árbitro(s): Maxim Layushkin (Rusia) | Árbitro(s): Maxim Layushkin (Rusia) |

| 20 de mayo de 2010 | Colombia | 0:2 (0:0) | Costa de Marfil | Estadio Perruc, Hyères             |                                    |
|                    |          | Reporte   | Gohou 62', 65'  | Árbitro(s): Khamis Al-Mari (Catar) | Árbitro(s): Khamis Al-Mari (Catar) |

| 20 de mayo de 2010 | Francia                                            | 4:1 (2:1) | Japón        | Estadio Perruc, Hyères                 |                                        |
|                    | Bourgeois 6' · Gueye 33' · Butin 71' · Brahimi 72' | Reporte   | Suganuma 17' | Árbitro(s): Jorge Osorio Reyes (Chile) | Árbitro(s): Jorge Osorio Reyes (Chile) |

| 22 de mayo de 2010 | Japón | 0:3 (0:3) | Colombia                             | Le Grand Stade, Le Lavandou              |                                          |
|                    |       | Reporte   | Calle 13' · Cardona 33' · Muriel 35' | Árbitro(s): Thomas Vejlgaard (Dinamarca) | Árbitro(s): Thomas Vejlgaard (Dinamarca) |

| 22 de mayo de 2010 | Costa de Marfil | 1:2 (0:0) | Francia                  | Estadio De Lattre, Aubagne             |                                        |
|                    | Sare 55'        | Reporte   | Nestor 46' · Dossevi 61' | Árbitro(s): Jorge Osorio Reyes (Chile) | Árbitro(s): Jorge Osorio Reyes (Chile) |

#### Grupo B
| Equipo    | Pts | PJ | PG | PE | PP | GF | GC | Dif |
| --------- | --- | -- | -- | -- | -- | -- | -- | --- |
| Chile     | 7   | 3  | 2  | 1  | 0  | 10 | 3  | 7   |
| Dinamarca | 7   | 3  | 2  | 1  | 0  | 7  | 3  | 4   |
| Catar     | 1   | 3  | 0  | 1  | 2  | 5  | 9  | -4  |
| Rusia     | 1   | 3  | 0  | 1  | 2  | 3  | 10 | -7  |

| 19 de mayo de 2010 | Chile                                         | 4:2 (2:1) | Catar                    | Estadio Marquet, La Seyne      |                                |
|                    | Muñoz 11' · Abarca 13' · Toro 44' · Medel 69' | Reporte   | Alhaydos 25' · Yahia 54' | Árbitro(s): Ryuji Sato (Japón) | Árbitro(s): Ryuji Sato (Japón) |

| 19 de mayo de 2010 | Dinamarca                            | 3:2 (2:1) | Rusia      | Estadio Marquet, La Seyne            |                                      |
|                    | Bjelland 6' · Lyng 11' · Nielsen 56' | Reporte   | Mamaev 37' | Árbitro(s): Wilmar Roldán (Colombia) | Árbitro(s): Wilmar Roldán (Colombia) |

| 21 de mayo de 2010 | Dinamarca                             | 3:1 (1:1) | Catar       | Estadio Mayol, Toulon                                |                                                      |
|                    | Dalsgaard 4' · Nielsen 49' · Lyng 72' | Reporte   | Alhaydos 9' | Árbitro(s): Monetchet Leonard Nahi (Costa de Marfil) | Árbitro(s): Monetchet Leonard Nahi (Costa de Marfil) |

| 21 de mayo de 2010 | Chile                                                           | 5:0 (2:0) | Rusia | Estadio Mayol, Toulon               |                                     |
|                    | Rubio 37' · Pavez 44' · Medel 54' · Martínez 67' · Ubilla 80+1' | Reporte   |       | Árbitro(s): Abdel Ismail (Jordania) | Árbitro(s): Abdel Ismail (Jordania) |

| 23 de mayo de 2010 | Dinamarca  | 1:1 (0:0) | Chile    | Le Grand Stade, Le Lavandou    |                                |
|                    | Jessen 47' | Reporte   | Mena 49' | Árbitro(s): Ryuji Sato (Japón) | Árbitro(s): Ryuji Sato (Japón) |

| 23 de mayo de 2010 | Catar                            | 2:2 (1:1) | Rusia                  | Estadio De Lattre, Aubagne           |                                      |
|                    | Alhaydos 19' · Vlasov 75' (a.g.) | Reporte   | Smolov 4' · Sapeta 57' | Árbitro(s): Wilmar Roldán (Colombia) | Árbitro(s): Wilmar Roldán (Colombia) |

### Segunda fase
|  | Semifinales        | Semifinales        |   |                    | Final              | Final |  |
|  |                    |                    |   |                    |                    |       |  |
|  |                    |                    |   |                    |                    |       |  |
|  | 25 de mayo, Toulon |                    |   |                    |                    |       |  |
|  | Francia            | 2                  |   |                    |                    |       |  |
|  | Dinamarca          | 3                  |   |                    |                    |       |  |
|  |                    |                    |   |                    |                    |       |  |
|  |                    |                    |   |                    | 27 de mayo, Toulon |       |  |
|  |                    |                    |   |                    | Dinamarca          | 2     |  |
|  |                    | Costa de Marfil    | 3 |                    |                    |       |  |
|  |                    |                    |   |                    |                    |       |  |
|  |                    |                    |   |                    |                    |       |  |
|  |                    |                    |   |                    | Tercer lugar       |       |  |
|  | 25 de mayo, Toulon | 25 de mayo, Toulon |   | 27 de mayo, Toulon | 27 de mayo, Toulon |       |  |
|  | Chile              | 0                  |   | Francia            | 2                  |       |  |
|  | Costa de Marfil    | 2                  |   |                    | Chile              | 1     |  |

#### Semifinales
| 25 de mayo de 2010 | Francia                   | 2:3 (1:1) | Dinamarca                         | Estadio Mayol, Toulon               |                                     |
|                    | Butin 29' · Kitambala 68' | Reporte   | Kone 24' (a.g.) · Nielsen 47' 70' | Árbitro(s): Abdel Ismail (Jordania) | Árbitro(s): Abdel Ismail (Jordania) |

| 25 de mayo de 2010 | Chile | 0:2 (0:0) | Costa de Marfil         | Estadio Mayol, Toulon               |                                     |
|                    |       | Reporte   | Sagbo 65' · Déblé 80+3' | Árbitro(s): Maxim Layushkin (Rusia) | Árbitro(s): Maxim Layushkin (Rusia) |

#### Tercer lugar
| 27 de mayo de 2010 | Francia           | 2:1 (1:0) | Chile     | Estadio Mayol, Toulon               |                                     |
|                    | Kitambala 11' 81' | Reporte   | Muñoz 53' | Árbitro(s): Khamis Al-Marri (Catar) | Árbitro(s): Khamis Al-Marri (Catar) |

#### Final
| 27 de mayo de 2010 | Dinamarca                   | 2:3 (0:2) | Costa de Marfil                     | Estadio Mayol, Toulon                  |                                        |
|                    | Nielsen 44' · Mortensen 83' | Reporte   | Ouedraogo 19' · Gohou 39' · Sio 74' | Árbitro(s): Jorge Osorio Reyes (Chile) | Árbitro(s): Jorge Osorio Reyes (Chile) |

|                            |
| Bandera de Costa de Marfil |
| Campeón                    |
| Costa de Marfil            |
| 1º título                  |

## Estadísticas
| Equipo | Equipo          | Pts | PJ | PG | PE | PP | GF | GC | Dif |
| ------ | --------------- | --- | -- | -- | -- | -- | -- | -- | --- |
| 1      | Costa de Marfil | 12  | 5  | 4  | 0  | 1  | 11 | 4  | +7  |
| 2      | Dinamarca       | 10  | 5  | 3  | 1  | 1  | 12 | 8  | +4  |
| 3      | Francia         | 12  | 5  | 4  | 0  | 1  | 12 | 6  | +6  |
| 4      | Chile           | 7   | 5  | 2  | 1  | 2  | 11 | 7  | +4  |
| 5      | Colombia        | 3   | 3  | 1  | 0  | 2  | 3  | 4  | -1  |
| 6      | Catar           | 1   | 3  | 0  | 1  | 2  | 5  | 9  | -4  |
| 7      | Rusia           | 1   | 3  | 0  | 1  | 2  | 3  | 10 | -7  |
| 8      | Japón           | 0   | 3  | 0  | 0  | 3  | 1  | 10 | -9  |

## Premios

### Goleadores
| Jugador             | Selección       | Goles |
| ------------------- | --------------- | ----- |
| Nicki Bille Nielsen | Dinamarca       | 5     |
| Lynel Kitambala     | Francia         | 4     |
| Hasan Alhaydos      | Catar           | 3     |
| Bi Goua Gohou       | Costa de Marfil | 3     |
| Marco Medel         | Chile           | 2     |
| Carlos Muñoz        | Chile           | 2     |
| Emil Lyng           | Dinamarca       | 2     |
| Serge Deble         | Costa de Marfil | 2     |
| Yannick Sagbo       | Costa de Marfil | 2     |
| Edouard Butin       | Francia         | 2     |

### Otros reconocimientos
| Premio                | País            | Jugador                |
| --------------------- | --------------- | ---------------------- |
| Mejor jugador         | Costa de Marfil | Sege Deble             |
| Segundo mejor jugador | Dinamarca       | Nicke Bille Nielsen    |
| Tercer mejor jugador  | Francia         | Jhones Belhanda        |
| Mejor arquero         | Dinamarca       | Mikkel Andersen        |
| Revelación            | Dinamarca       | Mike Lindenmann Jensen |
| Goleador              | Dinamarca       | Nicke Bille Nielsen    |
| Juego limpio          | Dinamarca       |                        |